# Xystrocera ruficornis
Xystrocera ruficornis är en skalbaggsart som beskrevs av Ferreira 1954. Xystrocera ruficornis ingår i släktet Xystrocera och familjen långhorningar.
Artens utbredningsområde är Zimbabwe. Inga underarter finns listade i Catalogue of Life.